# Year Two : L'Héritage du faucheur
Year Two : L'Héritage du faucheur (Batman: Year Two en version originale) est un arc narratif tiré du comics Detective Comics mettant en scène Batman. Il est réalisé par Mike W. Barr (scénario), Todd McFarlane (dessins du premier épisode) et Alan Davis (dessins des épisodes 2 à 4). Il a été publié aux États-Unis par DC Comics et en France, pour la première fois chez Semic. L'album français contient également la réédition de Batman: Full Circle.
L'histoire fait partie chronologiquement de la cinquième année de Batman, par conséquent elle n'est pas la suite de l'arc narratif Année Un, publiée dans Batman 404,405,406 et 407.

## Synopsis
Année deux
Batman et Jim Gordon continuent de concert à combattre le crime à Gotham City mais un justicier pose un problème aux deux hommes : Le Faucheur, dont les méthodes expéditives sont contestées. Pour combattre ce vigilante, Batman devra faire alliance avec l'assassin de ses parents, Joe Chill.
Full Circle

## Personnages
- Batman/Bruce Wayne
- Robin/Dick Grayson
- Le Faucheur
- Joe Chill
- James Gordon
- Le Joker
- Le Pingouin
- Double-Face
- Alfred Pennyworth
- Leslie Thompkins

## Publication

### Chapitres
1. Year Two, Chapter One: Fear the Reaper (Détective Comics 575)
2. Year Two, Chapter Two: Deal With the Devil (Détective Comics 576)
3. Year Two, Chapter Three: Deadly Allies (Détective Comics 577)
4. Year Two, Chapter Four: …So Shall Ye Reap…(Détective Comics 578)

### Éditeurs
- DC Comics, 1987 : première publication de Year Two en anglais
- Semic, 2003 : première publication en français de Année deux dans la collection « Privilège »

### Batman: premières années
- Année Un
- Batman : Halloween
- Batman : Un long Halloween
- Amère victoire